# Път към висшето общество
„Път към висшето общество“ (на английски: Room at the Top) е британска драма от 1959 година с участието на Лорънс Харви и Симон Синьоре, адаптация на едноименния роман на Джон Брейн от 1957 година.

## Сюжет
Края на четиридесетте години на XX век, Йоркшир, Англия. Младият и амбициозен провинциалист Джо Ламптън (Лорънс Харви) пристига в Уорнли от съседния Дъфтън, за да направи кариера и да намери своето място под слънцето. Той може да осъществи мечтите си с помощта на Сюзън (Хедър Сиърс), красивата дъщеря на най-богатия и влиятелен човек в града, магната мистър Браун (Доналд Улфит). За да се сближи с нея, Джо се присъединява към местната аматьорска театрална трупа, в която играе Сюзън. Там той се запознава с Алис Ейсджил (Симон Синьоре), красива и по-възрастна от него жена, чийто съпруг непрекъснато и изневерява. Алис му допада и те стават приятели, а след това и любовници. В преследване на целта си, Джо зарязва Алис и се сближава със Сюзън, карайки я да се влюби в него. Те прекарват една нощ заедно, но това не донася радост на Джо. Родителите на Сюзън не могат да го приемат като равен и за да я откъснат от него, изпращат Сюзън за известно време в Европа.
Джо разбира, че всъщност е влюбен в Алис и отказвайки се от честолюбивите си планове, се завръща при нея. Те двамата заживяват щастливо и правят планове да се оженят. Тогава се появява Сюзън и разкрива, че е бременна от Джо. Родителите на Сюзън спешно подготвят сватба. Разбирайки за това, Алис отива в бара и удавя мъката си в алкохол. Пияна, тя се качва в колата си и отива на хълма, на който за първи път с Джо са се сближили. По обратния път, Алис катастрофира и загива. Узнавайки за кончината на Алис, Джо на свой ред удавя мъката в алкохол и влиза в разпра с други мъже, които го пребиват почти до смърт. В крайна сметка, Джо се възстановява и се жени за Сюзън.

## В ролите
- Лорънс Харви като Джо Ламптън
- Симон Синьоре като Алис Ейсджил
- Хедър Сиърс като Сюзън Браун
- Доналд Улфит като мистър Браун
- Доналд Хюстън като Чарли Соумс
- Хърмаяни Бадли като Елспет
- Алън Кътбъртсън като Джордж Ейсджил
- Реймънд Хънтли като мистър Хойлейк
- Джон Уестбрук като Джак Уелс
- Амброзин Филпотс като мисис Браун
- Ричард Паско като Теди
- Беатрис Варли като лелята на Джо
- Делина Кид като Ева
- Йън Хендри като Сирил
- Ейприл Олрич като Мейвис
- Мери Пийч като Джун Самсън
- Антъни Нюлендс като Бърнърд
- Ейврил Елгар като мис Джилкрайст
- Телма Руби като мис Брайт
- Пол Уитсън-Джоунс като смеещия се човек в бара
- Дерън Несбит като мъжа, пребил Джо
- Дерек Бенфилд като мъжа в бара
- Ричард Калдикот като таксиметровия шофьор
- Уенди Крейг като Джоан
- Базил Дигнам като свещеника
- Джак Хедли като архитекта
- Мириам Карлин като Гертруд
- Уилфрид Лоусън като чичо Нат
- Прунела Скейлс като чиновничката в градския съвет
- Джон Уелш като кмета
- Шейла Рейнър като Вера
- Джон Мълдър-Браун като Ърчин
- Андрю Ървайн като момчето в офиса

## Награди и номинации

### Награди
- Награда Оскар за най-добра женска роля на Симон Синьоре от 1960 година.
- Награда Оскар за най-добър адаптиран сценарий на Нийл Патерсън от 1960 година.
- Награда Самюел Голдуин за най-добър филм от наградите Златен глобус през 1960 година.
- Награда БАФТА за най-добър филм от 1959 година.
- Награда БАФТА за най-добър британски филм от 1959 година.
- Награда БАФТА за най-добра чуждестранна актриса на Симон Синьоре от 1959 година.
- Награда за най-добра женска роля на Симон Синьоре от Международния конофестивал в Кан, Франция през 1959 година.
- Награда Диплома на Мерит за най-добра чуждестранна актриса на Симон Синьоре от наградите Джуси през 1959 година.
- Трето място за наградата Златен Лоуръл за най-добра женска драматична роля на Симон Синьоре от наградите Лоуръл през 1960 година.
- Награда на Националния борд на кинокритиците за най-добра актриса Симон Синьоре от 1959 година.
- Награда на Националния борд на кинокритиците за най-добър чуждестранен филм от 1959 година.
- Второ място за наградата Съркъл на Филмовите критици на Ню Йорк за най-добър филм от 1959 година.
- Второ място за наградата Съркъл на Филмовите критици на Ню Йорк за най-добра актриса Симон Синьоре от 1959 година.
- Второ място за наградата Съркъл на Филмовите критици на Ню Йорк за най-добър режисьор на Джак Клейтън от 1959 година.

### Номинации
- Номинация за Оскар за най-добър филм от 1960 година.
- Номинация за Оскар за най-добра мъжка роля на Лорънс Харви от 1960 година.
- Номинация за Оскар за най-добра второстепенна женска роля на Хърмаяни Бадли от 1960 година.
- Номинация за Оскар за най-добър режисьор на Джак Клейтън от 1960 година.
- Номинация за Златен глобус за най-добра женска драматична роля на Симон Синьоре от 1960 година.
- Номинация за БАФТА за най-добър британски актьор на Лорънс Харви от 1959 година.
- Номинация за БАФТА за най-добър британски актьор на Доналд Улфит от 1959 година.
- Номинация за БАФТА за най-добра британска актриса на Хърмаяни Бадли от 1959 година.
- Номинация за БАФТА за най-обещаващ дебют в киното на Мери Пийч от 1959 година.
- Номинация за Златна палма за най-добър филм от Международния конофестивал в Кан, Франция през 1959 година.[1]